# Villalbos
Villalbos  est une petite localité castillane située dans le municipio (municipalité ou canton) de Valle de Oca, comarque (pays ou comté ou arrondissement) de Montes de Oca, province de Burgos, Communauté autonome de Castille-et-León dans le nord de l'Espagne.

## Géographie
Villalbos est situé dans la vallée de la rivière Oca, affluent de l'Ebre en rive droite, à côté des localités de Cueva Cardiel, Villalómez , Villanasur Río de Oca, Mozoncillo de Oca et Villalmóndar.

## Histoire
Divers écrits des années 923 et 924 nomment et situent Abolmondar Albo à côté des rivières de Oca et Tirón. C'est pourquoi, on pourrait dire avec assez de certitude que cette localité castillane de Villalbos et sa voisine Villalmóndar, naissent au début du Xe siècle à la suite d'une installation au bord de la rivière Oca fondé par Abolmondar Albo (Abu al-Muhdir), nom mozárabe avec lequel était connu, selon certains historiens, le comte castillan Don Rodrigo Díaz, fils de Diego Porcelos et Asura Ansurez ; et selon d'autres historiens, le comte castillan don Munio Gomez, père de Diego Muñoz de Saldaña.

« « Villalbos; Dans Son Silence, Écouteras Son Histoire » (Chebsoler)  »

## Galerie de Photos (1986-2008)

### Villalbos Sud

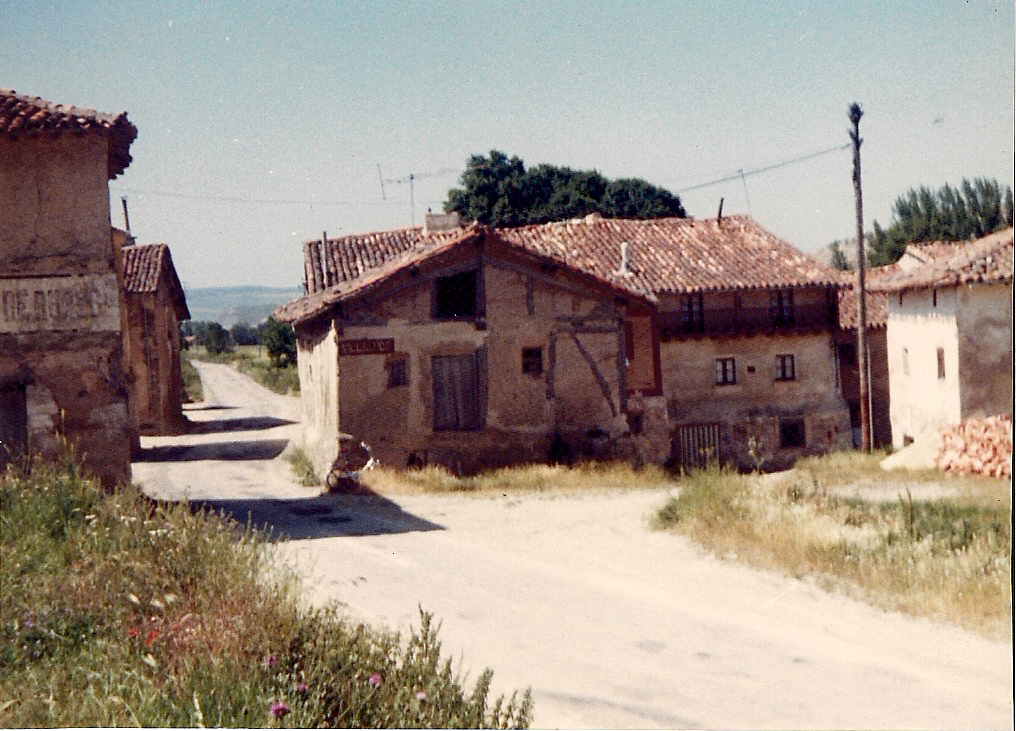
Villalbos Sur (1986)
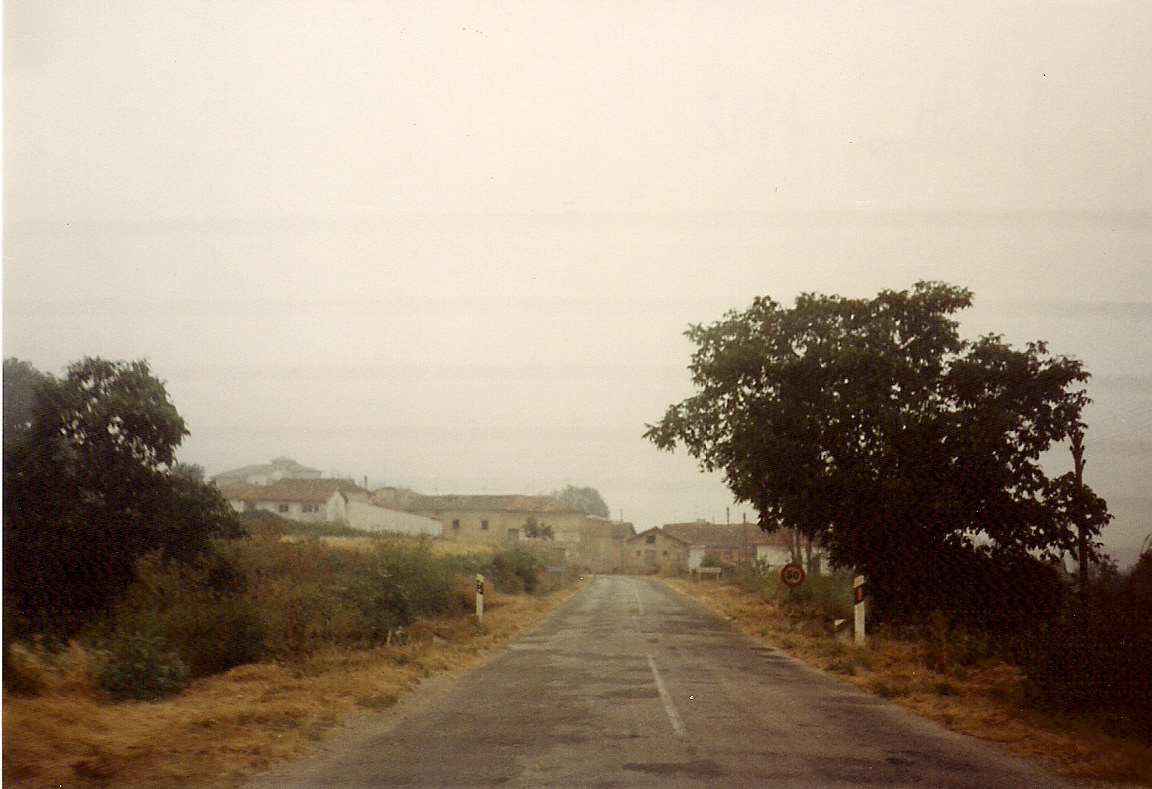
Villalbos Sur (1992)
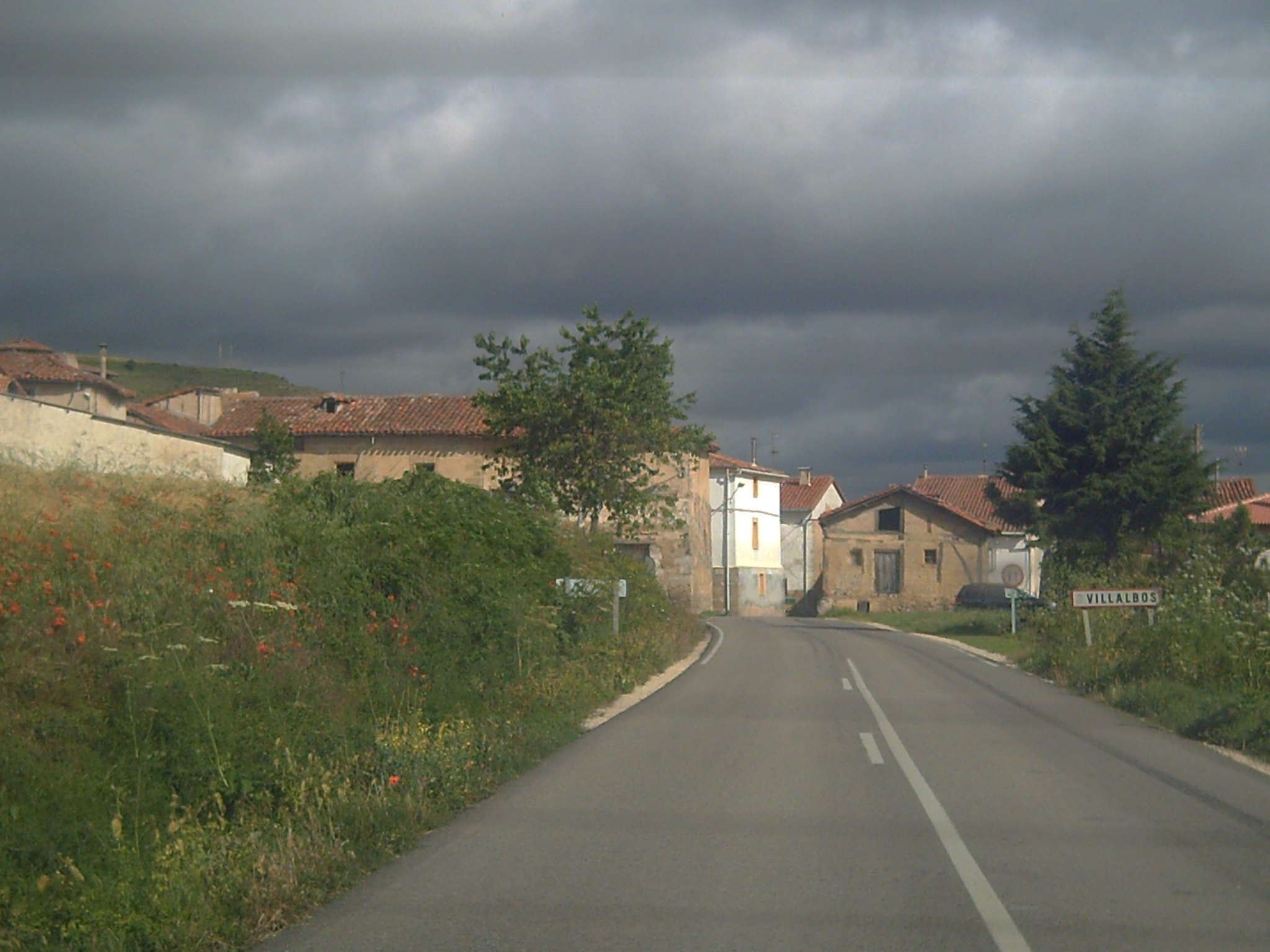
Villalbos Sur (2008)

### Église de Saint Thomas

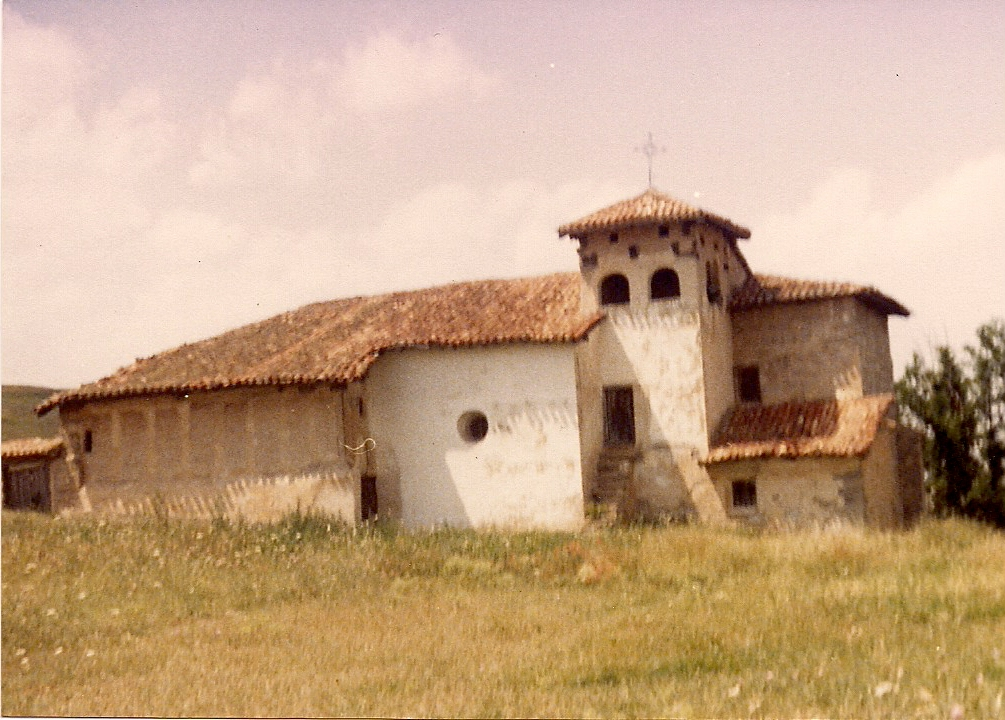
Église de Villalbos (1996)
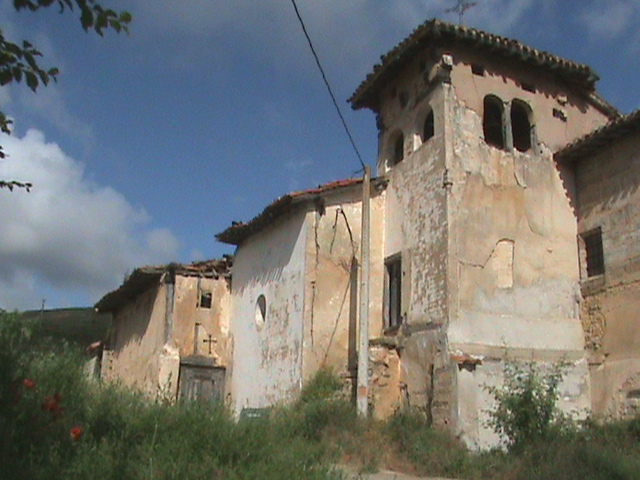
Église de Villalbos (2008)
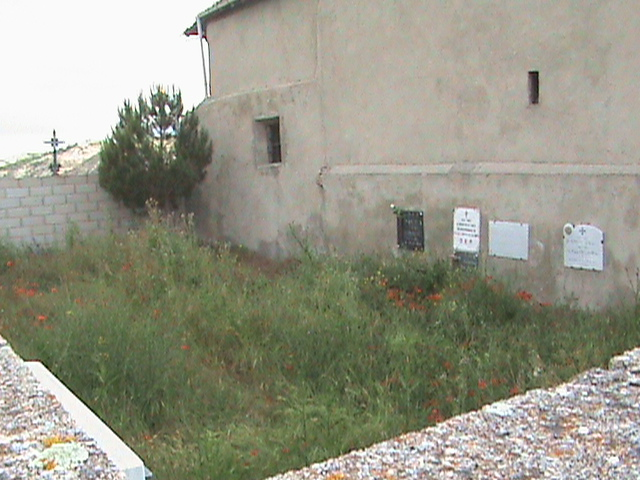
Cemètiere de Villalbos

## Lieux d'intérêt touristique

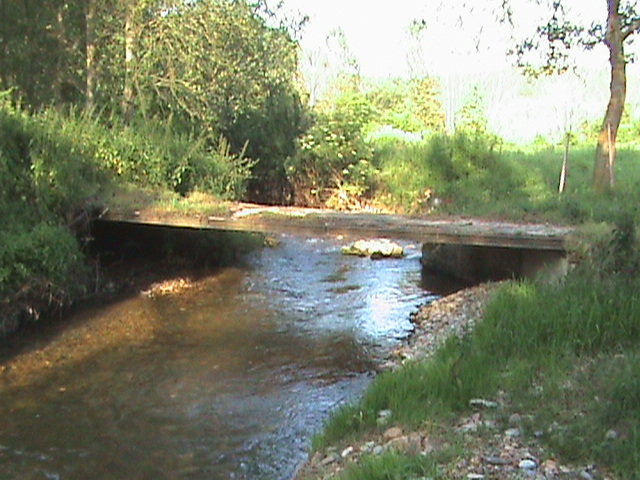
Ancien Pont

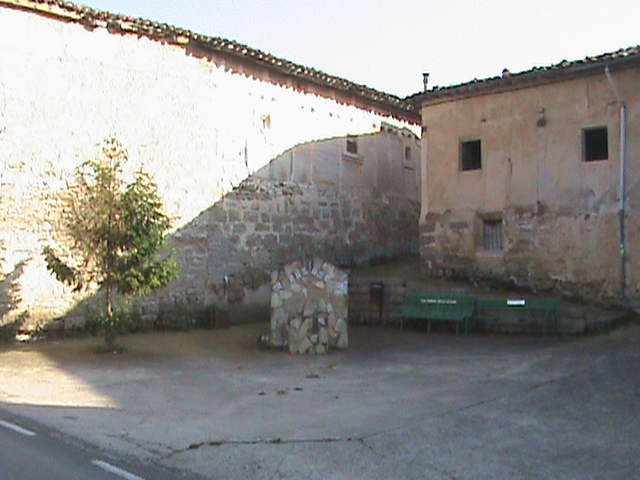
Place Saint Thomas

### Place Saint Thomas
Place Saint Thomas, construite à la fin du XXe siècle, sur l'emplacement du four ancien de bois de chauffage.

### Ancien Pont
Ancien pont de fer sur la rivière d'Oca, construit au milieu du XXe siècle.

## Démographie
| 1842 |  | 1857 |  | 1860 |  | 1877 |  | 1887 |  | 1897 |  | 1900 |  | 1910 |  | 1920 |  | 2007 |
| ---- |  | ---- |  | ---- |  | ---- |  | ---- |  | ---- |  | ---- |  | ---- |  | ---- |  | ---- |
| 109  |  | 153  |  | 169  |  | 124  |  | 116  |  | 126  |  | 120  |  | 133  |  | 129  |  | 25   |